# Rio de Janeiro Patriotas
O Vasco Almirantes, cuja razão social é Rio de Janeiro Patriotas, é um clube brasileiro de futebol americano do Rio de Janeiro. Utiliza o nome fantasia devido a uma parceria com o Club de Regatas Vasco da Gama. É uma das equipes de mais tradição do futebol americano brasileiro. A equipe foi campeã brasileira em 2014 e disputava até 2015 o Torneio Touchdown. Em 2016 estreou na Superliga Nacional, competição nacional unificada, atual Brasil Futebol Americano (BFA).

## História

### Fundação e o Torneio Touchdown
O Rio de Janeiro Patriotas foi fundado em 2010, a partir de uma dissidência do Blaze FA. Seus fundadores agregaram atletas das equipes do futebol americano de praia do Carioca Bowl. Em 18 de agosto de 2010, às vésperas da estreia do Torneio Touchdown, o clube anunciou a parceria com a tradicional equipe do futebol brasileiro Vasco da Gama.
Com uma boa campanha, os Patriotas chegaram à final do Torneio Touchdown 2010, perdendo o título para o Vila Velha Tritões por 7 a 0 no Estádio Vila Belmiro, em Santos.
No Torneio Touchdown 2011, Vasco Patriotas conseguiria a terceira colocação, após uma derrota por 26 a 7 na final da Conferência George Halas para o Corinthians Steamrollers. 
No Torneio Touchdown 2012, o time derrota o Vila Velha Tritões em jogo apertado por 14 a 7 no Estádio Luso-Brasileiro no Rio de Janeiro na semifinal.
Na segunda final consecutiva, é derrotado pelo Corinthians Steamrollers por 31 a 12 no Estádio Santa Cruz em Ribeirão Preto, São Paulo.
Em 20 de outubro de 2013, acontece o primeiro Clássico dos Milhões, o Flamengo FA derrota a equipe cruzmaltina por 14 a 12 no Estádio Luso-Brasileiro. O jogo era válido pela primeira fase do Torneio Touchdown.
Na semifinal do torneio, o time é derrotado pelo Jaraguá Breakers por 15 a 0 no Estádio João Marcatto, em Jaraguá do Sul, Santa Catarina. Assim, o time figuraria novamente entre os três primeiros pelo quarto ano consecutivo.
No Torneio Touchdown 2014, a equipe do Vasco Patriotas chegaria a sua quinta semifinal e, ao mesmo tempo, jogaria sua terceira final, estabelecendo um recorde na competição. Nessa final o Vasco Patriotas se consagraria campeão pela sua primeira vez, ao derrotar o Timbó Rex no Estádio do Ibirapuera em São Paulo em 13 de dezembro. O placar foi de 24 a 22 de virada com um field goal do kicker Ryan Silva no último lance do jogo.
Em 2015 o Vasco Patriotas derrota o Flamengo FA pela primeira vez na história depois de perder nas outras duas partidas anteriores, em 2013 e 2014. O jogo terminou 28 a 26 e era válida pela primeira fase do Torneio Touchdown. 
Na semifinal do torneio, o Vasco Patriotas vence o Vila Velha Tritões no Estádio Salvador Costa em Vitória por 28 a 14.
Na final os Patriotas perdem o jogo para o Timbó Rex por 28 a 9 no Estádio Doutor Hercílio Luz, em Itajaí, Santa Catarina e ficam com o vice-campeonato. Pela sexta temporada consecutiva terminam nas três primeiras colocações.

### Campeonato Brasileiro unificado
Em 2016, Vasco Patriotas estreia no Campeonato Brasileiro unificado após o fim do Torneio Touchdown, a Superliga Nacional. Foi integrante do Grupo 2 da Conferência Leste, junto com o Botafogo Reptiles, Flamengo FA e Santos Tsunami.
Na estreia da Superliga Nacional, o Patriotas vence o Cabritos FA no estádio da Vila Olímpica, em Duque de Caxias por 62 a 0.
Na última rodada da temporada regular, o time vence o Santos Tsunami por 39 a 0, classificando-se para os Playoffs com uma campanha de quatro vitórias e duas derrotas.
Patriotas vence o Vila Velha Tritões na semifinal dos Playoffs da Conferência Leste no Estádio Gil Bernardes da Silveira em Vila Velha, Espírito Santo. A vitória de virada por 43 a 40 veio com um touchdown de corrida do quarterback Daniel Gazelle a 16 segundos do fim do jogo.
Na final da Conferência Leste é derrotado pelo Flamengo por 43 a 3 no Estádio Ronaldo Nazário em São Cristovão e é eliminado da Superliga Nacional.

### Desligamento com o Vasco da Gama
No dia 10 de junho de 2017, após sete anos de parceria, o Patriotas anunciou em suas redes sociais o desligamento com Club de Regatas Vasco da Gama devido ao desentendimento entre os jogadores da equipe e o então presidente vascaíno, Eurico Miranda, durante o jogo Vasco e Corinthians pelo Campeonato Brasileiro de Futebol de 2017.
Na estreia do Brasil Futebol Americano de 2017, divisão de elite do futebol americano nacional em substituição à Superliga Nacional, agora organizado pela liga homônima dos clubes, o Patriotas vence o Vila Velha Tritões por 24 a 18 no Estádio Kleber Andrade em Cariacica, Espírito Santo.
No último jogo da temporada regular, o Patriotas é derrotado pelo Sada Cruzeiro por 48 a 0 em Belo Horizonte, mas garante classificação aos Playoffs com quatro vitórias e apenas essa derrota.
Nos Playoffs, o Patriotas é eliminado da competição pelo rival Vila Velha Tritões de virada por 21 a 7 no Estádio Kleber Andrade.

### Retorno da parceria com o Vasco
Em 22 de janeiro de 2018, após a posse do novo presidente do Vasco, Alexandre Campello, o Patriotas anunciou o retorno da parceria com o clube cruzmaltino.
No Campeonato Carioca de Futebol Americano de 2018, a primeira participação do Vasco Patriotas na competição estadual, o time aplica um blowout no Blaze FA. A vitória por 73 a 7 foi também a estreia do head coach Bruno Barandas que substituiu Gabriel Mendes.
Na segunda rodada, o Patriotas vence o Dark Owls FA e classifica-se à final.
Na final é derrotado pelo rival Flamengo Imperadores por 9 a 6 e termina com o vice-campeonato.
No Brasil Futebol Americano de 2018, o Patriotas vence os três primeiros jogos da temporada regular, porém perde os três últimos jogos e fica fora dos Playoffs.

### Incorporação do Reptiles
Em 16 de janeiro de 2019 foi anunciada uma fusão com o Botafogo Reptiles. No entanto, o próprio clube esclareceu que na verdade tratava-se de uma incorporação, Vasco Almirantes seria apenas o novo nome fantasia do Patriotas com a integração dos rosters e comissão técnica dos times.
Na estreia da nova parceria, o Vasco Almirantes aplica blowout de 61 a 2 no America Big Riders no Estádio Rua Bariri pelo Campeonato Carioca de 2019. Na última rodada da competição, o time derrota o Flamengo Imperadores no confronto direto pelo placar de 18 a 17 e conquista o título inédito.
Na semifinal da Conferência Sudeste da Liga BFA 2019 - Elite, o Almirantes derrota a Portuguesa FA por 28 a 14 no Estádio Rua Bariri, classificando-se à final de conferência. Porém, perde a sua invencibilidade na final para o Galo FA por 27 a 0 em Belo Horizonte, pondo fim a sua participação na competição.

## Títulos
Título Invicto
| Nacionais      | Nacionais               | Nacionais    | Nacionais    |
| Troféus        | Competições             | Títulos      | Temporadas   |
| Brasil         | Campeonato Brasileiro   | 1            | 2014         |
| Conferências   | Conferências            | Conferências | Conferências |
| Troféus        | Competições             | Títulos      | Temporadas   |
| Brasil         | Conferência Sudeste     | 1            | 2010         |
| Brasil         | Conferência Bill Walsh  | 1            | 2012         |
| Brasil         | Conferência Walter Camp | 1            | 2013         |
| Brasil         | Conferência Norte       | 1            | 2014         |
| Estaduais      | Estaduais               | Estaduais    | Estaduais    |
| Troféus        | Competições             | Títulos      | Temporadas   |
| Rio de Janeiro | Campeonato Carioca      | 1            | 2019         |
| -------------- | ----------------------- | ------------ | ------------ |

### Campanhas de destaque
- Vice-campeão do Campeonato Brasileiro: 2010,[a] 2012[a] e 2015[a]
- 3º colocado do Campeonato Brasileiro: 2011[a] e 2013[a]
- Vice-campeão do Campeonato Carioca: 2018[a]

## Número aposentado
O clube aposentou a camisa número 62 do jogador Vinicius Soares Rodrigues, conhecido como Turco, um dos melhores jogadores de linha ofensiva de futebol americano do país. Ele faleceu em 11 de março de 2016 vítima de uma embolia pulmonar, agravada por pneumonia e infecção generalizada. Ele foi um dos destaques do clube na conquista do Torneio Touchdown 2014.
O time dedicou a vitória por 62 a 0 na estreia da Superliga Nacional de 2016 contra o Cabritos FA do Espírito Santo ao jogador Vinicius Turco. Os pontos marcados pela equipe no jogo corresponde ao número da camisa usada por Turco.

## Personalidades ilustres
- Gabriel Mendes (head coach)
- Daniel Gazelle
- Felipe Fernandes
- Filipe Sodré
- Joshua Canup
- Lucas Shaw
- Pablo Chalfun
- Rudá Andrade
- Ryan Silva
- Rômulo Ramos
- Vinicius Turco

## Cedidos àSeleçãoemCopa do Mundo IFAF
- Gabriel Mendes (treinador de times especiais) (2015)
- Felipe Fernandes (2015)
- Filipe Sodré (2015)
- Pablo Chalfun (2015)
- Rômulo Ramos (2015)

## Prêmios individuais
MVP de Defesa do Torneio Touchdown
- Pablo Chalfun (2014)